# Glaucocharis brandti
Glaucocharis brandti là một loài bướm đêm trong họ Crambidae.